# Alberta Highway 16
Der Highway 16 in der kanadischen Provinz Alberta hat eine Länge von 634 km. Er führt in West-Ost-Richtung durch die ganze Provinz und findet seine Fortsetzung im Saskatchewan Highway 16 sowie im British Columbia Highway 16, wie die beiden anderen genannten Highways ist er Teil des Yellowhead Highway und Teil der nördlichen Route des Trans-Canada Highways. Der Highway ist dabei, als sogenannte „Core Route“, Bestandteil des kanadischen National Highway System.

## Streckenbeschreibung
Der Highway beginnt an der Grenze zu British Columbia am Yellowhead Pass in den Rocky Mountains. Die Provinzgrenze ist zugleich die Grenze des Jasper-Nationalparks, durch den der Highway zunächst führt. 25 km nach Beginn der Route mündet von Süden her kommend Highway 93, der Icefields Parkway, der in den Banff-Nationalpark führt, ein. Die Verlängerung von Highway 93 führt dann auch nach Jasper, das Highway 16 südwestlich umfährt. Die Route führt nun in nördlicher Richtung weiter durch den Nationalpark und folgt somit dem Athabasca River. 50 km nördlich von Jasper befindet sich die Nationalparkgrenze.
Die Strecke verläuft in nordöstlicher Richtung nach Hinton, südöstlich der Stadt kreuzt Highway 40, der östlich der Bergkette der Rocky Mountains entlangführt. Hinton wird durchquert und am Obed Provincial Park wird der Verlauf des Athabasca Rivers verlassen, die Route führt nun nach Osten. Sie umfährt Edson südlich und gelangt an die Stadtgrenze der Provinzhauptstadt Edmonton. Der Highway führt durch das Zentrum der Stadt und überquert dort den North Saskatchewan River. Weiter ostwärts liegt der Elk-Island-Nationalpark, die folgenden 10 km durch den Park werden wieder von Parks Canada betrieben. Vorbei an den Städten Vegreville und Vermilion führt die Route nach Lloydminster. Innerhalb der Stadt befindet sich die Provinzgrenze zu Saskatchewan, Highway 16 wird dort unter gleicher Bezeichnung fortgeführt.

## Besonderheiten und Sehenswertes
Der Highway 2 ist von der Einmündung des Alberta Highway 43 bei Manly Corner bis nach Edmonton Bestandteil des CANAMEX Corridor. Diese Handelsroute wurde im Rahmen des Nordamerikanischen Freihandelsabkommens definiert und dient dem Transport zwischen Kanada, den Vereinigten Staaten und Mexiko.

### Jasper-Nationalpark und Jasper
Der Nationalpark gehört zum UNESCO-Weltkulturerbe. Vom Highway 16 aus kann östlich von Jasper über eine Stichstraße der bekannte Maligne Lake erreicht werden. Jasper ist eine kleine Stadt innerhalb des Parks, die bereits 1813 als Handelsposten gegründet wurde.

### Edmonton
Edmonton ist die Provinzhauptstadt. Sie ist die zweitgrößte Stadt in Alberta und ist weiterhin stark wachsend. Die Stadt durchzieht das River Valley Parks System, eines der größten Parksysteme in Nordamerika.

### Elk-Island-Nationalpark
Der Park liegt am Übergangsgebiet zwischen den nordamerikanischen Prärien und den borealen Nadelwaldgebieten. Der Park war das erste Großwildschutzgebiet Kanadas.

### Lloydminster
Die Stadt Lloydminster befindet sich in den zwei Provinzen Alberta und Saskatchewan. Die Grenze verläuft entlang von Highway 17, der von beiden Provinzen betrieben wird.

## Benutzungsgebühren
Für die Nutzung eines Highways wird in Alberta im Regelfall keine Straßennutzungsgebühr erhoben. Da die Route jedoch durch den Jasper-Nationalpark führt, erhebt Parks Canada eine Parkbenutzungsgebühr. Die Parkgebühr wird fällig, sobald eine Nacht im Nationalpark verbracht wird, d. h. der Transit durch den Park innerhalb eines Tages ist kostenfrei.